# شاخیان
شاخیان (نام علمی: Cerithiidae) نام یک تیره از رده شکم‌پایان است.